# Polisorbato 60
El polisorbato 60 o monoestearato de polioxietilen(20)sorbitano, conocido comercialmente como Tween 60, es un tensoactivo tipo polisorbato cuya estabilidad y relativa ausencia de toxicidad permiten que sea usado como detergente y emulsionante en numerosas aplicaciones domésticas, científicas, alimentarias, industriales, cosméticas y farmacológicas. Es un aditivo alimentario aprobado por la Unión Europea, para uso en Alimentos e identificada como E 435. 

## Propiedades químicas
El polisorbato-60 es un tensioactivo no iónico que tiene un valor HLB de 14,9, por lo que es adecuado para la producción de emulsiones de aceite-en-agua y como humectante. Además es estable en disoluciones de electrolitos, así como ácidos y bases débiles. Los efectos de algunos antibióticos y conservantes pueden ser inhibidos por este aditivo.
Es un derivado del sorbitol bastante complejo derivado con ácidos grasos (principalmente ácido esteárico) y óxido de etileno que se produce en un proceso multietapa, por lo general, a partir de grasas vegetales.

## Otras sustancias relacionadas
- Polisorbato 20
- Polisorbato 40
- Polisorbato 65
- Polisorbato 80